# Kemény Henrik
Kemény Henrik (Budapest, 1925. január 29. – Debrecen, 2011. november 30.) Kossuth-díjas magyar bábművész, érdemes és kiváló művész. A Magyar Művészeti Akadémia Színház- és Előadóművészeti Tagozatának tagja 1996-tól haláláig.

## A család története

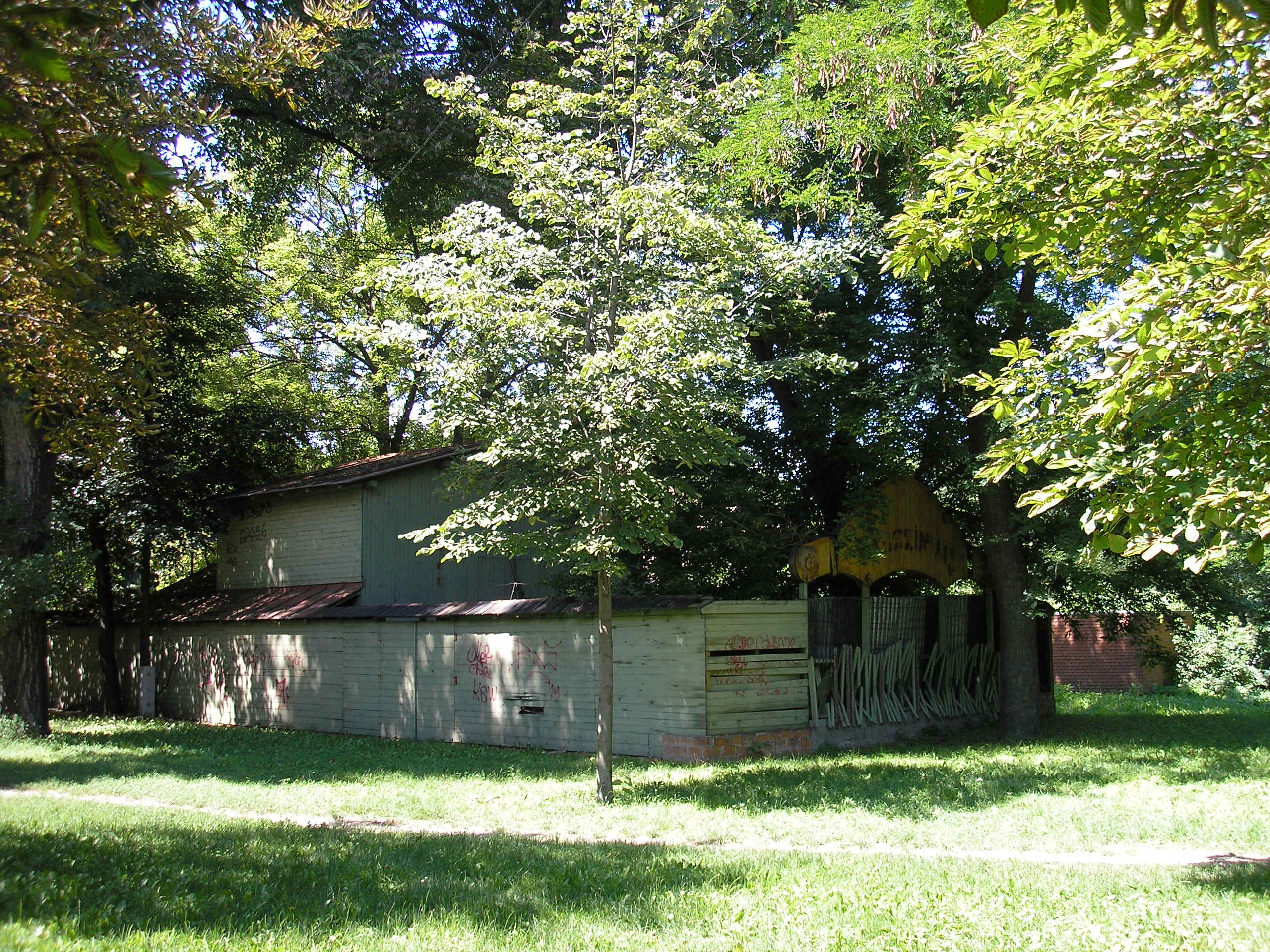
A népligeti bábszínház 2009-ben

A Korngut család évszázados bábjátékos hagyományát követte. A nagypapa, Korngut Salamon (185?–1930) Galíciából érkezett Pestre, és 1897-ben kapott belügyminisztériumi engedélyt „dal, testgyakorlatok és bűvészeti előadások” megtartására. Nagyapja a vásárokat járva először cirkuszt szervezett, majd a társulat kiszámíthatatlansága miatt bábjátékok előadására tért át. Később állandó színházat épített Külbudán. Későn nősült, két fia született, Dezső és Henrik.
Apja, Korngut Henrik közel egy évig az USA-ban próbált szerencsét, majd 1912-ben hazatért, ekkor magyarosította nevét Keményre. Megalapította a Columbia Magyar Mechanikai Színházat, amely egy év alatt csődbe ment. Az I. világháború tönkretette a családot, 1926-ban új bábosbódét emeltek a hűvösvölgyi Nagyréten. Az apa a háború után a filmgyárban dolgozott, majd a biztos fizetést feladva bábozásból élt a család, szerény körülmények között. A 30-as években hivatalosan Paprika Jancsi lett a fő figurájuk neve, mert a hatalom nem nézte jó szemmel a kisembereknek szóló rendszerkritikus, szókimondó előadásokat. A népligeti Mutatványos téren működött Kemény Henrik Bábszínháza, melyet 1982-ben kultúrtörténeti emlékké nyilvánítottak. A bábszínházat 1989-ben a Soros alapítvány támogatásával felújították, és díszelőadással átadták. Azután az épületben újabb előadás nem volt. A 250–300 négyzetméteres faszerkezetű épület 2011. október 3-án éjjel porig égett.

## Életrajza

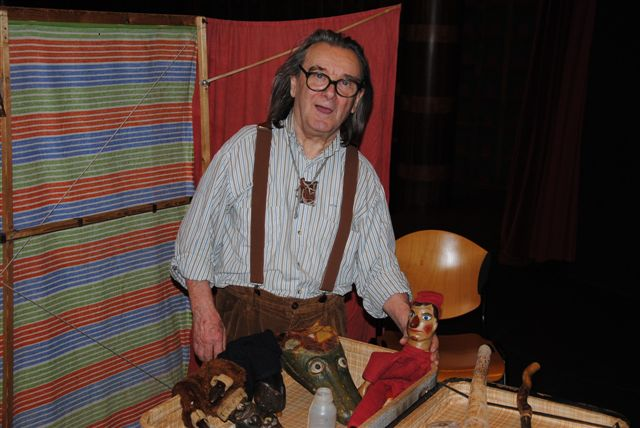
Kemény Henrik és híres bábjai

Henrik a család mutatványos bódéjában nőtt fel nála egy évvel fiatalabb öccsével, Mátyással (1926–2001) együtt. A bábos família harmadik generációjához tartoztak. Míg a papa a színházat vezette és előadott, a mama, Kriflik Mária volt a pénztáros; ő szabott, varrt és öltöztette is a bábokat. Két fiuk a délutáni előadásoknál segédkezett, de szerepeltek is a bábszínházban. Az apja által készített Mikiegér-marionettfigurával gyakorolta a bábozást, később pedig egy 3,5 méteres zsinórral felszerelve már a nagyérdemű előtt táncolhatott. 1931-ben kapta első szerepét egy családi bábelőadáson a papa Mikiegér-táncjátékában csetlő-botló „másodegérként”. Kicsit később már az iskolában pótvizsgázó Vitéz Lászlót alakítja. Öccse, az ekkor hatéves Mátyás is szerepet kapott mint Frici pajtás, apukájuk a Tanító bácsi volt. 1935-ben faragta ki első bábfiguráját, Vitéz Lászlót, és kapta meg első főszerepét. Húguk, Katalin (Pipike, 1936–1984) ugyan nem bábozott, de szívesen segédkezett a bábszínházban mint pénztáros, hangosbemondó vagy akár plakátrajzoló. 1944-ben édesapja munkaszolgálat közben eltűnt, így Henrik vette át bábszínházát. 1947-től sorra tiltották be a fellépéseiket, alig kaptak működési engedélyt egy-egy előadásra. 1950-ben tagja lett az Állami Bábszínháznak, ahová Bod László festőművész, a színház akkori igazgatója hívta be bábtechnikusnak. Első munkája az Aladdin csodalámpája c. előadás mechanikai munkálatainak kidolgozása volt. Amikor a népligeti vurstlit 1953-ban felszámolták, Kemény Henriket is „államosították” (bábjait egy ideig Bálint Endre festőművész műtermében „bújtatta”); ettől kezdve az Állami Bábszínházban lépett fel. Nevéhez fűződik 1955-ben az első vidéki bábszínház megalapítása Győrött. 1964-ben elvégeztették vele a Bábszínészképzőt. Két évtized alatt számos bábot tervezett, és visszatért a vándorbábozáshoz: egy Trabanttal kezdte járni az országot. 1992-ben, az Állami Bábszínház kettéválásakor a Kolibri Színházhoz csatlakozott.. Nem egészen két hónappal élte túl, hogy volt bábszínházának épülete a Népligetben leégett.

## Főbb alakításai
- Vitéz László kalandjai
- Hakapeszi Maki és a Furfangos Frigyes mester a Zsebtévé c. televíziós sorozatban
- a Süsü, a sárkány Süsüje (tévésorozat)
- Vitéz László és a többiek (1972-ben készült, 7-részes tévésorozat, epizódjai: Az elátkozott malom; Az elásott kincs; A csodaláda; Itt nem szabad énekelni, borbélysegéd, vizes kislány, síró baba)
- Gyufa Gyuri
- Sakk Matyi [3]
- Majom úr a Majomparádé c. tévésorozatban
- Tévé-ovi
- Casanova kontra Kékszakáll

### Vitéz László

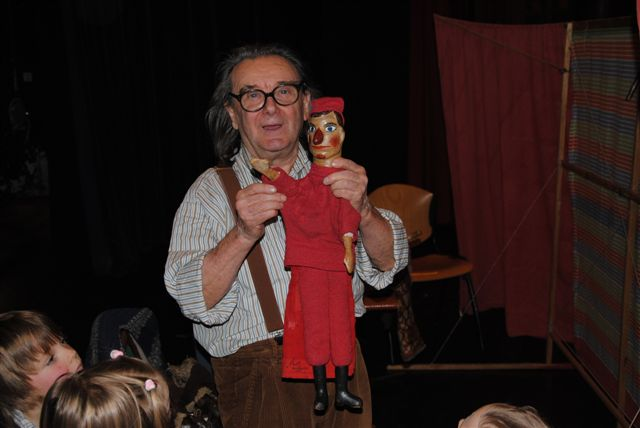
Kemény Henrik Vitéz Lászlóval (2010)

Kemény Henrik a II. világháború után egyedül folytatta a vásári bábjátékok hagyományát. Generációk ismerték az 1900-as évek elejétől Vitéz Lászlót, aki Kasparekkel és más figurákkal együtt a közép-európai marionett-hagyományokba illeszkedik. A Vitéz László kalandjai a jó és a rossz szimbolikus küzdelmét sajátos humorral, a gyermekek számára is élvezhető módon ábrázolja. Emlékezetes, hogy Vitéz László „fegyvere” egy palacsintasütő. A közismert előadások címe: Elátkozott malom, Elásott kincs. Ezek eredetileg 20–25 percesek voltak, szövegkönyv sem tartozott hozzájuk, hisz a családban mindenki kívülről fújta. Ezeket Henrik egyórás előadásokká bővítette. A Magyar Televízió Takács Vera szerkesztésében 1972-ben Vitéz László és a többiek címmel felvett 4 történetet: Az elátkozott malom, Az elásott kincs, A csodaláda, Itt nem szabad énekelni, melyek így szerencsésen megmaradnak az utókor számára. A vásári bábjátékos c. műsorban pedig úgy rögzítették az előadást (rendező: Szabó Attila), hogy nemcsak a jelenetet, hanem a paraván mögött dolgozó művészt, Kemény Henriket is láthatják a nézők. Így a játékstílus is rögzítésre került és megőrződött.
Gyerekkoromban a városligeti bábszínháznak, a Vitéz Lászlónak képtelenségei nagy mulatságomra voltak.
– Mi kell nekket, hallál, vagy fakannál? – kérdezte Vitéz László egykoron. S ezzel: püff! barátját úgy kupán sózta egy fakanállal, hogy az előbb nagyot nyekkent, aztán rezegni kezdett rémületében… S már ezen is nagyokat kellett nevetni.
– Te menjél a sárgába, nem tuttot mi az? A sárga fennékbe! – és megintcsak úgy vágta fejbe barátját, hogy az még jobban rezegni kezdett, de nosza, kapott máris egy rúgást a fenekébe, amitől egészen kettétört. Még jobban kellett tehát nevetni, – no de min? Az esetlegességen, szájtáti rémületen, vagyis mindazon, amit egyszóval úgy szoktunk nevezni: fajankó.

### Bambi
Saját tervei alapján 1948-ban készítette Bambit, amelyet közönségcsalogatásra talált ki. A báb belső szerkezete a bábmozgató vállán támaszkodott, akit az óriásbáb fehér köpenye rejtett, így teljes magassága elérte a három métert. Ötven éven keresztül legtöbbször öccse, Mátyás keltette életre. Az előadások kezdete előtt vurstlizenére menetelt a közönség között, mögötte Henrik két néger cintányéros kézbábbal. Ezzel teremtettek jó hangulatot és toboroztak még több nézőt az előadások előtt.

### Hakapeszi Maki
Kemény Henrik alakította Hakapeszi Makit, a csokoládéért rajongó falánk, kedves majomfigurát a Zsebtévé c. televíziós gyermekműsorban. „Hakapeszi ha kap, eszi” – ezzel végződnek a történetek, melyekben Móka Miki leplezi le a Hiszékeny urat néhány tábla csokoládéért rendszeresen átverő kismajmot. A Zsebtévé Hakapeszi Makiról szóló részeinek átdolgozott változata a Majomparádé c. bábfilmsorozat, melyben szintén Kemény Henrik alakít egy majmot, aki Hakapeszihez hasonlóan csapja be hiszékeny klienseit egy-két tábla csokoládéért.

### Süsü, a sárkány
1976 karácsonyán bemutatott magyar bábfilmsorozat, melyet Csukás István meséje alapján Szabó Attila rendezett. Zenéjét Bergendy István szerezte, dramaturg Takács Vera, báb- és díszlettervező Lévai Sándor, Süsü, az egyfejű sárkány hangja Bodrogi Gyula, a bábot pedig a filmfelvételeken Kemény Henrik mozgatta, és a nagyméretű figura mozgatási mechanizmusának kidolgozásában is részt vett.

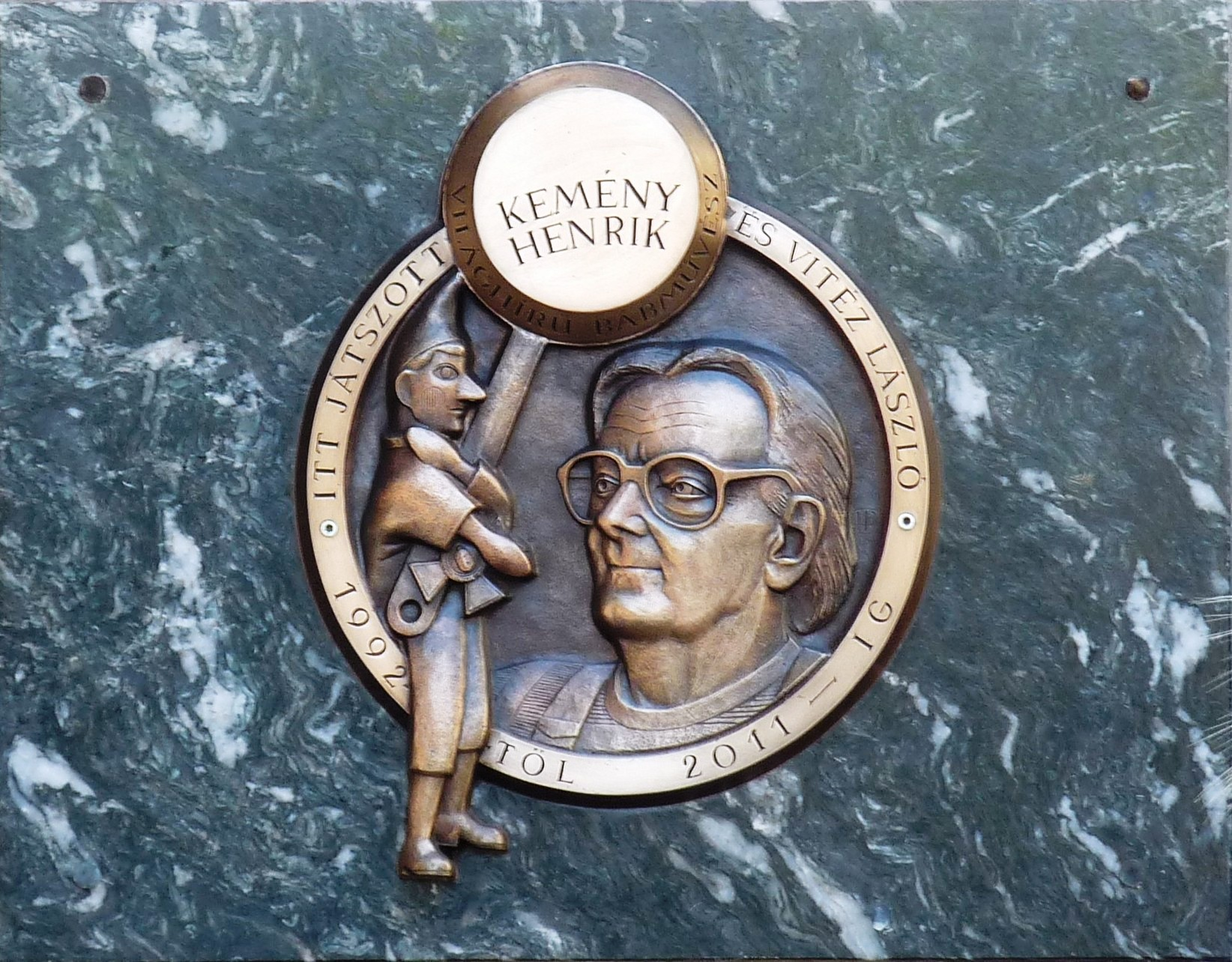
Kemény Henrik és Vitéz László emléktáblája a Kolibri Színház falán

## Kötetei
- Életem a bábjáték bölcsőtől a sírig. Egy vásári bábjátékos, komédiás önarcképe; lejegyezte Láposi Terka; Korngut-Kemény Alapítvány, Debrecen, 2012 (Kemény-kötés)

## Kitüntetései
- Népművészet Mestere díj (1954)
- UNIMA dísztagság (1980)
- A Gyermekekért Érdemérem (1983)
- Érdemes művész (1987)
- Pro Urbe Budapest-díj (1998)
- Arany Szirén-díj (Cervia, Olaszország, 1992)
- A Magyar Köztársasági Érdemrend középkeresztje (1995)[8]
- Kiváló művész (2002)
- Kossuth-díj (2005)
- Erzsébetváros Díszpolgára (2007)
- Prima Primissima-díj (2008)[3]

## Portréfilmek
- Látogatás (MTV, ?)
- Vitéz László vándorútja (MTV, 1980; rendező: Kende Márta)
- Az elátkozott malom (Krónika Alkotóközösség és Filmalapítvány, 1998; rendező: Moldoványi Judit)[9]
- Propaganda kulturális magazin (TV2), 2004; riporter: Till Attila[10]

## Búcsú
- Egy nekrológ
- Egy gyermekkorában Vitéz László bábelőadásaival megfertőzött óvodapedagógus kellett ahhoz, hogy példaértékű megemlékezést tartsanak a hajdúböszörményi Csillagvár Óvodában: marionettbábu-készítő versengést hirdettek Kemény Henrik emlékére, melynek eredményeként – a családi és óvodai élet kapcsolatának szorosabbá válása mellett – remek bábok születtek plüssfigurából, parafadugóból, gesztenyéből, őszi termésekből, különféle formájú játékelemekből, mézeskalácsból, WC-papír-gurigából, szívószálból, pingponglabdából, tejfölöspohárból, textilből stb. [11]